# Monk's Dream
Monk's Dream är ett musikalbum av Thelonious Monk som lanserades av Columbia Records 1963. Det var hans första album för skivmärket Columbia. Den enda helt nyskrivna kompositionen på skivan var "Bright Mississippi". Monk hade tidigare spelat in spåren "Monk's Dream", "Bye-Ya" och "Sweet and Lovely" för sitt gamla bolag Riverside Records. "Bolivar Blues" fanns med på skivan Brilliant Corners under titeln "Ba-lue Bolivar Ba-lues-are". "Five Spot Blues" fanns med på skivan Thelonious in Action under titeln "Blues Five Spot".

## Låtlista
(låtar utan upphovsman komponerade av Thelonious Monk)
1. "Monk's Dream" - 6:26
2. "Body and Soul" (Edward Heyman, Robert Sour, Frank Eyton and Johnny Green) - 4:29
3. "Bright Mississippi" - 8:34
4. "Five Spot Blues" - 3:15
5. "Bolivar Blues" - 7:30
6. "Just a Gigolo" (Julius Brammer, Irving Caesar, Leonello Casucci) - 2:29
7. "Bye-Ya" - 6:01
8. "Sweet and Lovely" (Gus Arnheim, H. Tobias, Jules LeMare) - 7:48

## Medverkande musiker
- Thelonious Monk - piano
- Charlie Rouse - tenorsaxofon
- John Ore - bas
- Frank Dunlop - trummor